# 마요케비우에스트주

마요케비우에스트주

마요케비우에스트주(프랑스어: Région du Mayo-Kebbi Ouest, 아랍어: منطقة مايو كيبي الغربي) 또는 서마요케비주는 차드 남서부에 위치한 주로, 주도는 팔라이며 2개 현(마요달라현, 라크레레현)을 관할한다.